# Cody Carpenter
John Cody Carpenter, född 7 maj 1984 i Los Angeles i Kalifornien, är en amerikansk musiker och kompositör.

## Uppväxt
Carpenter föddes i Los Angeles, Kalifornien, som son till filmregissören John Carpenter, och skådespelerskan Adrienne Barbeau, den 7 maj 1984. Han började, vid en väldigt ung ålder, med att ta pianolektioner, samtidigt som han var omgiven av en del musikinstrument hemma hos sina föräldrar, som hade hunnit separera från varandra, kort efter Carpenters födsel.
Carpenter började skriva musik i trettonårsåldern, men han har vid ett senare tillfälle erkänt, att han inte skrev texter av kvalitet, förrän han var i mitten av tjugoårsåldern. Han har dessutom sedan födseln tilltalats med mellannamnet "Cody", detta för att inte bli förväxlad med sin far.

## Karriär
Carpenters allra första, musikaliska insatser, var i fadern Johns filmer Vampires och Ghosts of Mars från 1998, respektive 2001, där han var krediterad som keyboardist. Han var därefter kompositör på fadern Johns två regisserade avsnitt ("Cigarette Burns" och "Pro-Life"), av antologiserien Masters of Horror, detta mellan åren 2005 och 2006.
År 2018 var Carpenter, tillsammans med fadern John och gudfadern Daniel Davies, kompositör för bland annat filmen Halloween (2018), som är den första av de tre senaste Halloween-filmerna. Trion var även kompositörer för nyinspelningen av filmen Eldfödd, som hade biopremiär i maj 2022.

## Diskografi (i urval)

### Film och TV
- 1998 – Vampires
- 2001 – Ghosts of Mars
- 2005–2006 – Masters of Horror (TV-serie) (avsnitten "Cigarette Burns" och "Pro-Life")
- 2018 – Halloween
- 2021 – Halloween Kills
- 2022 – Eldfödd
- 2022 – Halloween Ends